# Tephrosia rhodesica
Tephrosia rhodesica är en ärtväxtart som beskrevs av Baker f.. Tephrosia rhodesica ingår i släktet Tephrosia och familjen ärtväxter. Inga underarter finns listade i Catalogue of Life.